# Michael Lucas
Michael Lucas (Mosca, 10 marzo 1972) è un regista, attore pornografico e produttore cinematografico russo naturalizzato statunitense.
Produttore, fondatore e amministratore delegato della Lucas Entertainment, compagnia di produzione pornografica gay, ha ottenuto la cittadinanza statunitense nel 2004.

## Biografia
Lucas nasce a Mosca, in Russia, dove si laurea in legge. Dopo aver lavorato per qualche tempo per un'agenzia turistica, inizia a lavorare come modello di nudo e come escort. La sua carriera come attore pornografico inizia in Germania dove appare in alcuni film pornografici eterosessuali, in seguito si trasferisce in Francia, dove vive per due anni lavorando per il regista Jean-Daniel Cadinot, partecipando a due suoi film sotto lo pseudonimo di Ramzes Kairoff.

### Carriera
Verso la metà degli anni novanta si trasferisce negli Stati Uniti e lavora come modello esclusivo della Falcon Entertainment, apparendo in cinque film nel ruolo di attivo. Nel 1998 fonda una sua compagnia di produzione, la Lucas Entertainment, con i soldi risparmiati con il suo lavoro di prostituzione. Nel 2004 inizia l'attività della Lucas Distribution Inc., che distribuisce video per adulti.
Dopo aver partecipato a molti film hard gay e aver diretto il suo primo film porno, Back in the Saddle, nel 2005 adatta Le relazioni pericolose in chiave pornografia, film che va al di là del semplice progetto pornografico e che si avvale della partecipazione di personaggi come RuPaul, Boy George, Amanda Lepore e molti altri. Nel 2006 realizza Michael Lucas' La Dolce Vita un remake pornografico, diviso in due parti, de La dolce vita di Federico Fellini. Il film si aggiudica ben 14 ai GayVN Awards, vincendo ogni categoria nella quale era stato nominato.
Dopo la distribuzione del film, la International Media films Inc., la società che detiene i diritti dell'opera di Fellini, ha sporto denuncia nei confronti di Lucas, accusandolo di violazione dei diritti di copyright e di uso improprio di marchio commerciale. Nella denuncia è stato richiesto il blocco immediato delle vendite del film. La querelle si è conclusa nell'aprile del 2010 quando un giudice federale ha sentenziato che Lucas non ha violato la legge sul diritto d'autore, considerando il film di Fellini un'opera importante per la cinematografia e quindi di dominio pubblico.
Nel maggio del 2007 viene pubblicata la sua biografia Naked: The Life and Times of Michael Lucas, pubblicata senza il suo coinvolgimento o approvazione. Nel 2009 viene inserito nella Hall of Fame dei GayVN Award, riconoscimento conferito per il suo contributo nella pornografia gay.
Lucas è promotore di campagne contro l'uso di droghe. Nel 2007 è stato invitato a parlare di sesso sicuro e malattie sessualmente trasmissibili all'Università di Stanford, ma è stato duramente contestato da alcuni studenti. Gli studenti lo hanno contestato non tanto per il suo forte sostegno a Israele, ma per alcune dichiarazioni contro l'islamismo in cui ha attaccato duramente il Corano e ha dichiarato: "Come sia possibile che i gay possano stare al fianco dei musulmani portatori di burka, urlatori del jihad e innamorati del Corano". Lucas si è difeso dalla accuse di razzismo sostenendo di non aver mai offeso in alcun modo arabi e musulmani.
Orgoglioso della sua identità ebraica, il magnate del porno gay si è sempre detto vicino allo Stato di Israele, cercando, tramite la sua fama, di aiutare a togliere l'immagine attribuita dai media al paese, fatto di guerra e attacchi terroristici. Lucas ha intrapreso un tour in Israele dove ha dato vita ad alcuni spettacoli per intrattenere le truppe dell'esercito israeliano, uno dei pochi al mondo dove i soldati gay possono vivere con serenità la propria condizione. Inoltre Lucas si è fatto promotore per la valorizzazione dei paesaggi e delle opere architettoniche di città come Gerusalemme e Tel Aviv. Dal suo legame con Israele, Lucas ha prodotto e diretto Men of Israel, film pornografico realizzato interamente in Terrasanta con attori israeliani.
Due film di Lucas, Fart! e Piss! sono stati classificati come estremamente osceni dalla Canadian Border Services Agency, per la presenza di flatulenze ed urina. Lucas stesso ha risposto alle accuse di oscenità scrivendo una lettera al Presidente Barack Obama, chiedendogli di intervenire sulla pesante censura inflitta ai suoi film e alla sua società durante un vertice con il primo ministro canadese Stephen Harper.

## Vita privata

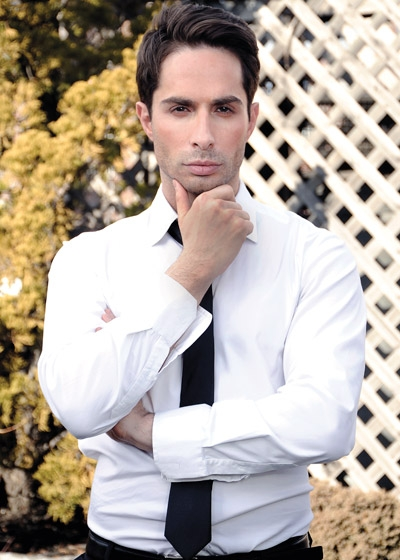
Michael Lucas nel 2011.

Nell'ottobre del 2008, Lucas ha annunciato il suo matrimonio con il fidanzato storico Richard Winger. I due, legati da oltre otto anni, hanno usato la cerimonia, oltre che per suggellare la loro unione, per ospitare comitati a favore dei diritti gay e per sostenere i matrimoni omosessuali. La coppia ha poi divorziato nel 2013.
Noto filantropo, nel giugno del 2009 ha partecipato all'annuale cena della Stonewall Community Foundation, donando alla fondazione 18000 $. Il suo attuale compagno (2015), Tyler Helms, è senior vice President della Deutsch Advertising.

## Riconoscimenti
- Grabby Awards 2000 – Miglior regista esordiente
- GayVN Awards 2001 – Miglior performance solista, Fire Island Cruising
- GayVN Awards 2007 – Miglior attore, Michael Lucas' La Dolce Vita
- GayVN Awards 2007 – Miglior scena a tre, Michael Lucas' La Dolce Vita
- GayVN Awards 2007 – Miglior regista, Michael Lucas' La Dolce Vita (Tony DiMarco, co-regista)
- GayVN Award Hall of Fame 2009
- JRL Gay Film Awards 2010 – Best Director of the Year[10]
- JRL Gay Film Awards 2010 – Best Videography of the Year(con mr. Pam)
- Hustaball Awards 2010 – Best Top

## Filmografia

### Attore
- Désirs volés (1996)
- Pressbook (1996)
- Chosen (1997)
- High Tide (1997)
- Apply Within (1998)
- Back in the Saddle (II) (1998)
- Basic Plumbing 2 (1998)
- Red Alert (1998)
- Goldendick (1999)
- Love For Sale (II) (1999)
- Shooting Stars (1999)
- Fire Island Cruising 1 (2000)
- Top to Bottom (2000)
- Director's Uncut (2001)
- Fire Island Cruising 2 (2001)
- Inside Paris (2001)
- Lifestyles (2001)
- Pick of the Pack (2001)
- Vengeance 1 (2001)
- Fire Island Cruising 3 (2002)
- Fire Island Cruising 4 (2002)
- Lucas On Top (2002)
- To Moscow With Love 1: Lucas Does Russia (2002)
- Apartments (2003)
- Fire Island Cruising 5 (2003)
- Hunt And Plunge (2003)
- Live Event: Directors Summit (2003)
- Michael Lucas' Uncovered (2003)
- Strangers of the Night (2003)
- Vengeance 2 (2003)
- Fire Island Cruising 6 (2004)
- Lost (2004)
- Manhattan Heat (2004)
- Michael Lucas' Auditions 1 (2004)
- Michael Lucas' Auditions 2 (2004)
- Dangerous Liaisons (2005)
- Fire Island Cruising 7 (2005)
- Michael Lucas' Auditions 3 (2005)
- Michael Lucas' Auditions 4 (2005)
- Straight To Prague (2005)
- Uncensored 3: Roberto Vista (2005)
- Barcelona Nights (2006)
- Fire Island Cruising 8 (2006)
- La Dolce Vita 1 (2006)
- La Dolce Vita 2 (2006)
- Michael Lucas' Auditions 10 (2006)
- Michael Lucas' Auditions 12 (2006)
- Michael Lucas' Auditions 14 (2006)
- Michael Lucas' Auditions 7: Barcelona (2006)
- Michael Lucas' Auditions 8 (2006)
- Michael Lucas' Auditions 9 (2006)
- More Dangerous: The Making of Michael Lucas' Dangerous Liaisons (2006)
- Point of No Return: Encounters 2 (2006)
- Cruising Budapest 1 (2007)
- Cruising Budapest 2: Ben Andrews (2007)
- Cruising Budapest 3: Lucio Maverick (2007)
- Cruising Budapest 4: Jonathan Vargas (2007)
- Gigolo (2007)
- Inside Prague (2007)
- Michael Lucas' Auditions 15 (2007)
- Michael Lucas' Auditions 16 (2007)
- Michael Lucas' Auditions 19 (2007)
- Michael Lucas' Auditions 20: Florida 2 (2007)
- Welcome to Paradise (2007)
- Best Of Colby Taylor 2 (2008)
- Bonus Collection (2008)
- Cruising Budapest 5: The Mangiatti Twins (2008)
- Cruising Budapest 6: Brian Bodine (2008)
- Farts! (2008)
- Flatiron Fuckers (2008)
- Flip This (2008)
- Michael Lucas' Auditions 21 (2008)
- Michael Lucas' Auditions 22 (2008)
- Michael Lucas' Auditions 24 (2008)
- Michael Lucas' Auditions 25: Fired on the Set! (2008)
- Michael Lucas' Auditions 26: Michael's Bed (2008)
- Michael Lucas' Auditions 27: Michael Does Russia (2008)
- Piss Collection (2008)
- Piss! (2008)
- Pounding the Pavement (2008)
- Rapture Inn (2008)
- Return to Fire Island 2 (2008)
- Cum (2009)
- Feet Extreme! (2009)
- Feet! (2009)
- Fuck! (2009)
- Inside Israel (2009)
- Michael Lucas' Auditions 29: Lucky Daniels' Shameless Hole (2009)
- Michael Lucas' Auditions 30: New York Hunks (2009)
- Michael Lucas' Auditions 31: Israeli Auditions (2009)
- Michael Lucas' Auditions 32: International Auditions (2009)
- Michael Lucas Collection (2009)
- Obsession (2009)
- Paris Playboys (2009)
- Blowjobs! (2010)
- Double Penetration (2010)
- Fuck Me Hard (2010)
- Kings of New York (2010)
- Men in Stockings (2010)
- Michael Lucas' Auditions 33: Pornstars in Training (2010)
- Michael Lucas' Auditions 34: International Studs (2010)
- Michael Lucas' Auditions 35: Big Shots (2010)
- Michael Lucas' Auditions 36: Pounded (2010)
- Michael Lucas' Auditions 37: Balls to the Wall (2010)
- Missing! (2010)
- Passion (2010)
- Piss Gods (2010)
- Piss Pigs (2010)
- Pissed On (2010)
- Trapped in the Game (2010)
- Assassin (2011)
- Cum Guzzlers (2011)
- Drenched (2011)
- Foot Action! (2011)
- Michael Lucas' Auditions 38: Sluts (2011)
- Michael Lucas' Auditions 39: Fresh Meat (2011)
- Piss On Me (2011)
- Top Service (2011)
- Urine Fist Fest (2011)
- Cock Suckers (2012)
- Michael Lucas' Auditions 44: Hung for Hung (2012)
- Michael Lucas' Auditions 48: Popping D.O.'s Cherry (2012)
- Mike Branson: My Big Fucking Dick (2012)
- Name Your Fetish (2012)
- Power of Love (2012)
- British Pounds (2013)
- Exclusive Fuckers (2013)
- Face Fuckers (2013)
- Hooking Up (2013)
- Kings of New York, Season 1 (2013)
- Lucas Men (2013)
- Surrender to Love (2013)
- Foot Fuckers (2014)
- Gentlemen 12: Barebacking in the Boardroom (2014)
- Lucas Knight's Shooting Raw (2014)
- Masculine Embrace (2014)
- Michael Lucas' Bareback Premiere (2014)

### Regista
- Back in the Saddle (II) (1998)
- Love For Sale (II) (1999)
- Sexual Infidelity (1999)
- Shooting Stars (1999)
- Fire Island Cruising 1 (2000)
- Getting Around (2000)
- Top to Bottom (2000)
- Director's Uncut (2001)
- Fire Island Cruising 2 (2001)
- Inside Paris (2001)
- Lifestyles (2001)
- Pick of the Pack (2001)
- Vengeance 1 (2001)
- Fire Island Cruising 3 (2002)
- Fire Island Cruising 4 (2002)
- Lucas On Top (2002)
- To Moscow With Love 1: Lucas Does Russia (2002)
- To Moscow With Love 2: Lucas Does Russia Again (2002)
- Apartments (2003)
- Fire Island Cruising 5 (2003)
- Hunt And Plunge (2003)
- Michael Lucas' Uncovered (2003)
- Strangers of the Night (2003)
- Vengeance 2 (2003)
- Filming Bruce Beckham (2004)
- Fire Island Cruising 6 (2004)
- Lost (2004)
- Manhattan Heat (2004)
- Michael Lucas' Auditions 1 (2004)
- Michael Lucas' Auditions 2 (2004)
- Dangerous Liaisons (2005)
- Fire Island Cruising 7 (2005)
- H20 (2005)
- Michael Lucas' Auditions 3 (2005)
- Michael Lucas' Auditions 4 (2005)
- Michael Lucas' Auditions 6 (2005)
- Passions Of War 3: Celebration (2005)
- Straight Off the Base 1/1 (2005)
- Barcelona Nights (2006)
- Encounters 3: Flash Point (2006)
- Fire Island Cruising 8 (2006)
- Michael Lucas' Auditions 10 (2006)
- Michael Lucas' Auditions 11: Wilfried Knight (2006)
- Michael Lucas' Auditions 12 (2006)
- Michael Lucas' Auditions 13: Wilson Vasquez (2006)
- Michael Lucas' Auditions 14 (2006)
- Michael Lucas' Auditions 7: Barcelona (2006)
- Michael Lucas' Auditions 8 (2006)
- Bigger the Better (2007)
- Burning Desire: Encounters 5 (2007)
- Chad Hunt Collection (2007)
- Cruising Budapest 1 (2007)
- Cruising Budapest 2: Ben Andrews (2007)
- Cruising Budapest 3: Lucio Maverick (2007)
- Cruising Budapest 4: Jonathan Vargas (2007)
- Gigolo (2007)
- Inside Prague (2007)
- Michael Lucas' Auditions 15 (2007)
- Michael Lucas' Auditions 16 (2007)
- Michael Lucas' Auditions 17 (2007)
- Michael Lucas' Auditions 18: Florida 1 (2007)
- Michael Lucas' Auditions 19 (2007)
- Michael Lucas' Auditions 20: Florida 2 (2007)
- Welcome to Paradise (2007)
- Brother's Reunion (2008)
- Cruising Budapest 5: The Mangiatti Twins (2008)
- Cruising Budapest 6: Brian Bodine (2008)
- Farts! (2008)
- Flatiron Fuckers (2008)
- Flip This (2008)
- Michael Lucas' Auditions 21 (2008)
- Michael Lucas' Auditions 22 (2008)
- Michael Lucas' Auditions 23 (2008)
- Michael Lucas' Auditions 24 (2008)
- Michael Lucas' Auditions 25: Fired on the Set! (2008)
- Michael Lucas' Auditions 26: Michael's Bed (2008)
- Michael Lucas' Auditions 27: Michael Does Russia (2008)
- Michael Lucas' Auditions 28: A Knight With Wilfried (2008)
- Piss Collection (2008)
- Piss! (2008)
- Pounding the Pavement (2008)
- Rapture Inn (2008)
- Return to Fire Island (2008)
- Return to Fire Island 2 (2008)
- Swallow with Pride (2008)
- Cock Cribs (2009)
- Cum (2009)
- Entrapment (2009)
- Feet Extreme! (2009)
- Feet! (2009)
- Fuck! (2009)
- Inside Israel (2009)
- Men of Israel (2009)
- Michael Lucas' Auditions 29: Lucky Daniels' Shameless Hole (2009)
- Michael Lucas' Auditions 30: New York Hunks (2009)
- Michael Lucas' Auditions 31: Israeli Auditions (2009)
- Michael Lucas' Auditions 32: International Auditions (2009)
- Michael Lucas Collection (2009)
- Obsession (2009)
- Paris Playboys (2009)
- Revenge (2009)
- Rush (2009)
- South Beach Seductions (2009)
- Wall Street (2009)
- Blowjobs! (2010)
- Fuck Me Hard (2010)
- Heat Wave (2010)
- Kings of New York (2010)
- Lust (II) (2010)
- Men in Stockings (2010)
- Michael Lucas' Auditions 33: Pornstars in Training (2010)
- Michael Lucas' Auditions 34: International Studs (2010)
- Michael Lucas' Auditions 35: Big Shots (2010)
- Michael Lucas' Auditions 36: Pounded (2010)
- Michael Lucas' Auditions 37: Balls to the Wall (2010)
- Missing! (2010)
- Passion (2010)
- Piss Gods (2010)
- Piss Pigs (2010)
- Pissed On (2010)
- Rafael in Paris (2010)
- Spanish Seductions (2010)
- Trapped in the Game (2010)
- All Star Studs (2011)
- Assassin (2011)
- Backdoor (2011)
- Desire (2011)
- Drenched (2011)
- Eye Contact (2011)
- Fuck Me Harder (2011)
- Gentlemen 2: Power Professionals (2011)
- Gentlemen 3: Executives (2011)
- Hard and Wet (2011)
- Heat Wave 2 (2011)
- Lucky Fuck (2011)
- Men in Suits: Gentlemen 1 (2011)
- Michael Lucas' Auditions 38: Sluts (2011)
- Michael Lucas' Auditions 39: Fresh Meat (2011)
- Michael Lucas' Auditions 40: Rafael Carreras' Uncut Canada (2011)
- Michael Lucas' Auditions 41: Rock Hard (2011)
- Michael Lucas' Auditions 42: Horny Fuckers (2011)
- Michael Lucas' Auditions 43: Euro Guys (2011)
- Piss On Me (2011)
- Top Service (2011)
- Urine Fist Fest (2011)
- Urine Ibiza (2011)
- Cabin Retreat (2012)
- Cock Riders (2012)
- Drain Your Load (2012)
- Gentlemen 4: In Hot Pursuit (2012)
- Last Day (2012)
- Men in Love (2012)
- Michael Lucas' Auditions 44: Hung for Hung (2012)
- Michael Lucas' Auditions 45: seXclusives (2012)
- Michael Lucas' Auditions 46: Take It Like a Man (2012)
- Michael Lucas' Auditions 47: Greece My Hole (2012)
- Michael Lucas' Auditions 48: Popping D.O.'s Cherry (2012)
- Newcummers (2012)
- Ride It Wet (2012)
- Stages of Sex (2012)
- Gentlemen 6: Wear Me Out (2013)